# Wojownik białogłowy
Wojownik białogłowy (Spizaetus melanoleucus) – gatunek dużego ptaka drapieżnego z rodziny jastrzębiowatych (Accipitridae). Jest spotykany w dużej części tropikalnej Ameryki, od Meksyku po północną Argentynę.

## Systematyka
Dawniej systematycy umieszczali ten gatunek w monotypowym rodzaju Spizastur, jednak niedawno przeniesiono go do Spizaetus, ponieważ na podstawie badań American Ornithologists’ Union stwierdzono duże podobieństwo do gatunku Spizaetus ornatus. Nie wyróżnia się podgatunków.

## Morfologia
Jest to ptak ubarwiony na czarno-biało z niewielkim grzebieniem, opadającym czernią na białą głowę. Głowa, szyja i ciało są białe. Skrzydła również są czarne, ptak ma brązowawy ogon o czarno-szarym prążkowaniu i z białą końcówką. Dziób jest pomarańczowy, stopy jaskrawożółte. Obie płcie są podobne, ale samica jest większa.
Długość ciała 56–61 cm, rozpiętość skrzydeł około 117 cm. Masa ciała około 850 g.

## Ekologia i zachowanie
Jego naturalne siedliska to wilgotne lasy. Występuje na nizinach i średnich wysokościach, zwykle do 1000–1700 m n.p.m., rzadko wyżej.
Dieta składa się ze ssaków, ropuch, gadów i kilku gatunków ptaków, przeważnie wróblowatych.
Ptak zakłada gniazdo w lesie w baldachimie około 40 metrów nad ziemią. Gniazdo jest zrobione z patyków i materiału dostarczanego przez las.

## Status
Międzynarodowa Unia Ochrony Przyrody (IUCN) od 2000 uznaje wojownika białogłowego za gatunek najmniejszej troski (LC – least concern); wcześniej, od 1988 miał on status „bliski zagrożenia” (NT – near threatened). Liczebność populacji w 2008 szacowano na niecałe 50 tysięcy osobników. Trend liczebności populacji uznaje się za spadkowy.